# Hans Wolfmayr
Hans Wolfmayr (* 16. Mai 1944 in Feldkirchen an der Donau) ist ein ehemaliger österreichischer Politiker (SPÖ) und Werbekaufmann. Wolfmayr war von 1990 bis 1994 sowie 1999 Abgeordneter zum österreichischen Nationalrat.

## Ausbildung und Beruf
Nach dem Besuch der Volksschule in Aschach an der Donau zwischen 1951 und 1955 wechselte Wolfmayr von 1955 bis 1959 an die Hauptschule in Eferding. Er absolvierte nach dem Abschluss der Hauptschule zwischen 1959 und 1962 eine kaufmännische Lehre an der Berufsschule in Linz und Waizenkirchen und arbeitete bei Konsum Österreich, wo er 1964 zum Filialleiter aufstieg. 1964 leistete Wolfmayr auch den Präsenzdienst ab. Zudem besuchte er von 1969 bis 1970 die Managementschule in Linz (WIFI) und wurde 1973 Großmarktleiter in Linz. Nachdem Wolfmayr 1982 die Funktion des Geschäftsleiters des Konsum Großmarkts (KGM) übernommen hatte, arbeitete er von 1988 bis 1990 als Gebietsleiter und war Mitglied der Geschäftsleitung des Konsum Österreich für die Region Oberösterreich. Nach seinem Ausscheiden aus dem Parlament war Wolfmayr ab 1995 als Werbekaufmann tätig. 

## Politik
Wolfmayr trat 1968 der SPÖ bei und wurde 1979 in den Gemeinderat und Gemeindevorstand von Hinzenbach gewählt. Er übernahm in diesem Jahr zudem die Funktion des Ortsparteivorsitzenden und Fraktionsobmanns der SPÖ Hinzenbach und wurde in der Folge 1985 Mitglied des Bezirksparteivorstandes der SPÖ Grieskirchen/Eferding. Zwischen 1990 und 1995 hatte Wolfmayr zudem die Funktion des Bezirksvorsitzenden-Stellvertreters inne. Wolfmayr war in verschiedenen Verbänden tätig und gründete Ortsgruppen der Kinderfreunde und des Siedlervereins in Hinzenbach. Er vertrat die SPÖ vom 5. November 1990 bis zum 6. November 1994 im Nationalrat und gehörte diesem kurzfristig erneut vom 7. September 1999 bis zum 28. Oktober 1999 an. Nach seinem Ausscheiden aus dem Nationalrat war Wolfmayr weiterhin in der Lokalpolitik und trat 2003 bei der Bürgermeisterdirektwahl in Hinzenbach an, wo er jedoch dem amtierenden Bürgermeister unterlag. Nach der Wahl war Wolfmayr weiterhin als Mitglied des Gemeindevorstands von Hinzenbach aktiv.